# Volba izraelského prezidenta 1957

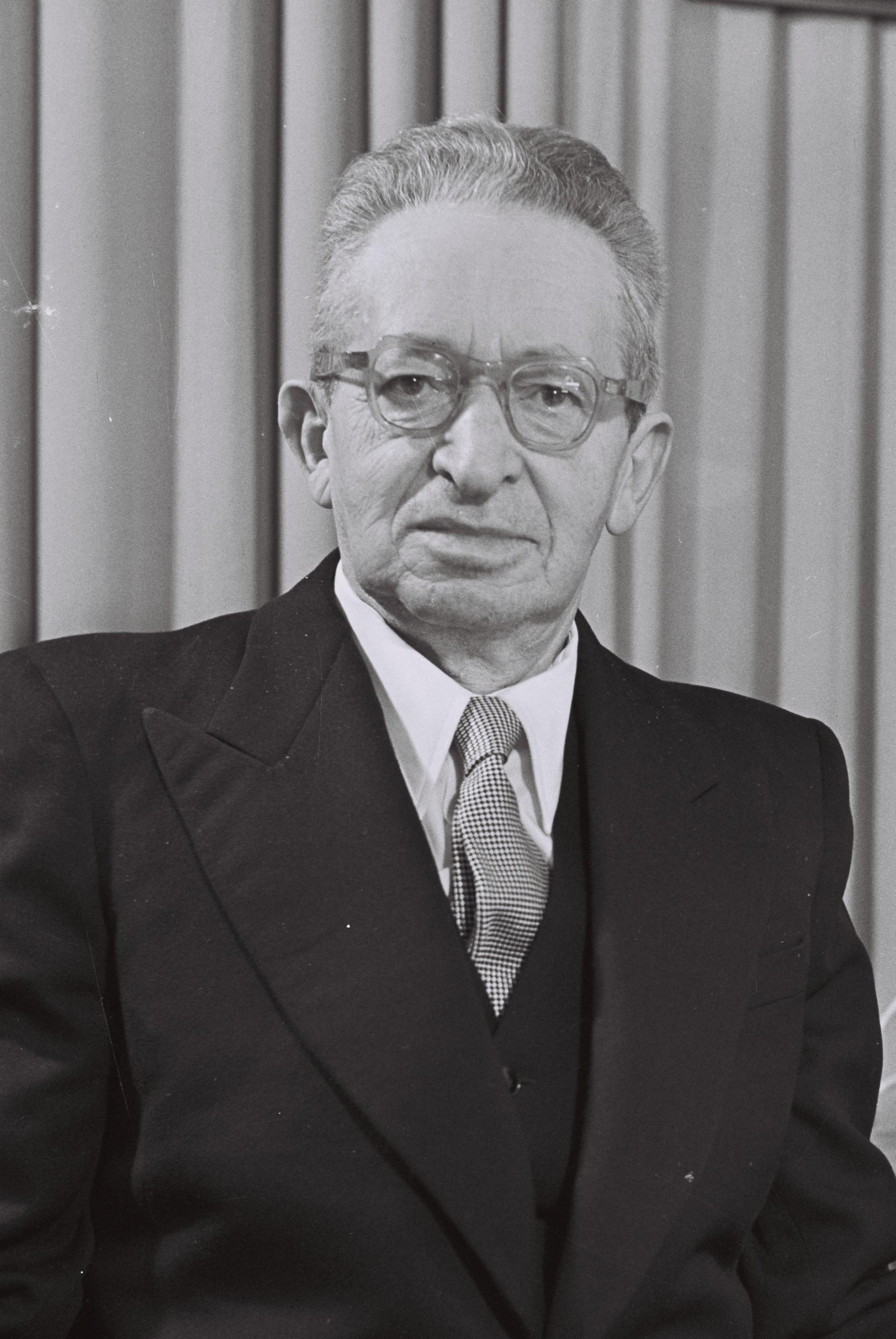
Jediným kandidátem byl úřadující prezident Jicchak Ben Cvi

Volba izraelského prezidenta se v Knesetu konala 28. října 1957 po vypršení pětiletého funkčního období Jicchaka Ben Cvi. Ten se v těchto volbách opětovně ucházel o prezidentský post, a přestože proti němu měl kandidovat Josef Jo'el Rivlin za Cherut (otec Re'uvena Rivlina), nakonec byl jediným kandidátem.
Volby se tedy konaly, i když byl Ben Cvi jediným kandidátem. Byl zvolen 76 hlasy a 18 hlasovacích lístků bylo odevzdáno prázdných. Celkem 26 poslanců ve volbě nehlasovalo vůbec.
Druhé funkční období prezidenta začalo v den jeho zvolení.

## Výsledky
| kandidát         | hlasů |
| ---------------- | ----- |
| pro              | 76    |
| proti            | 0     |
| prázdných lístků | 18    |
| zdrželo se       | 26    |